# Victor Mature

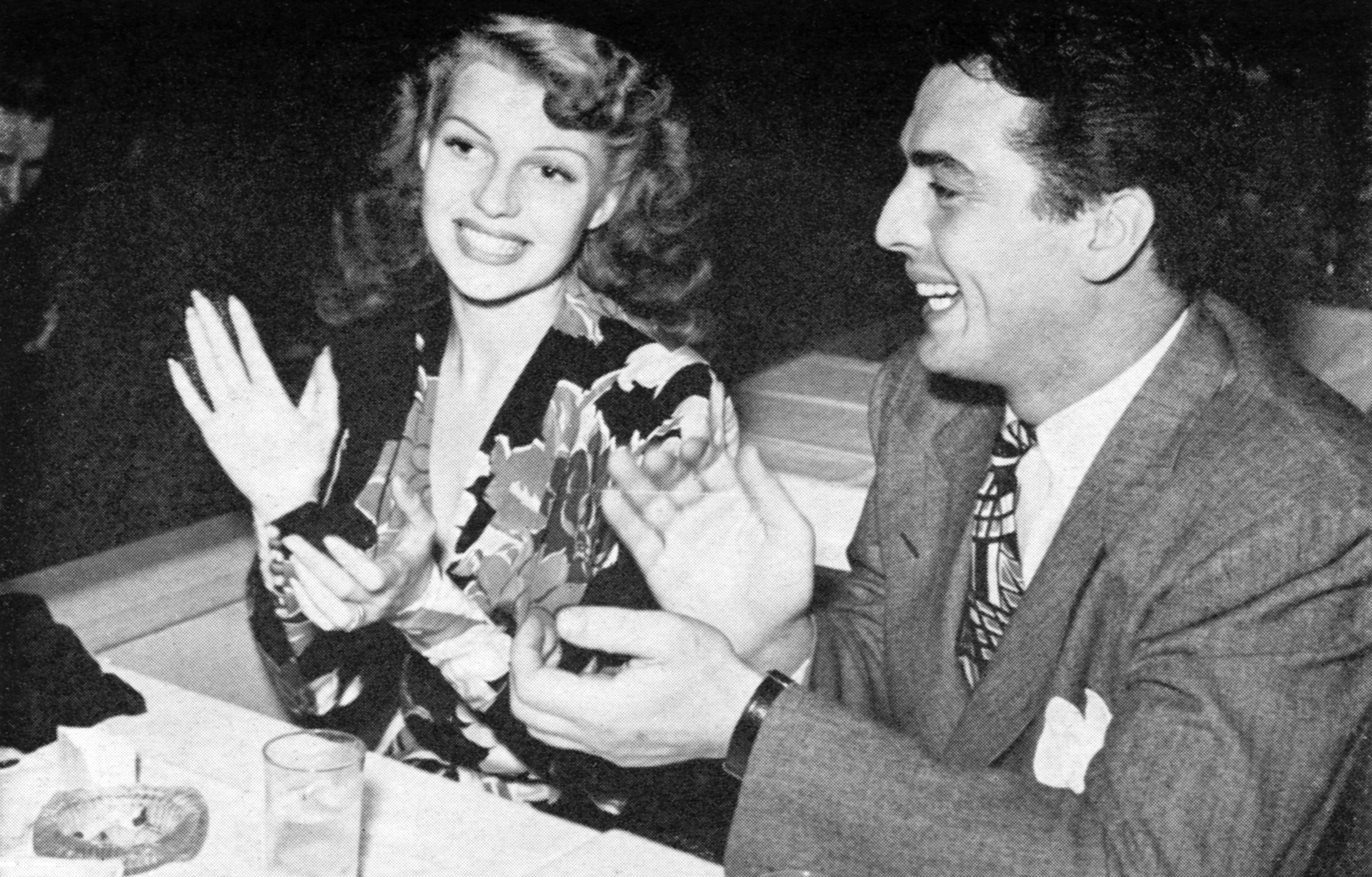
En compagnie de Rita Hayworth en 1942

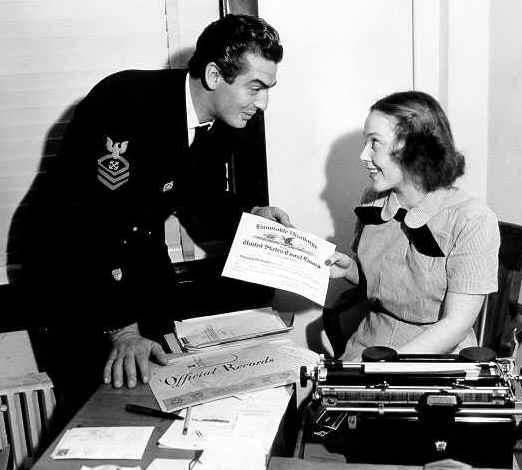
Victor Mature en 1945

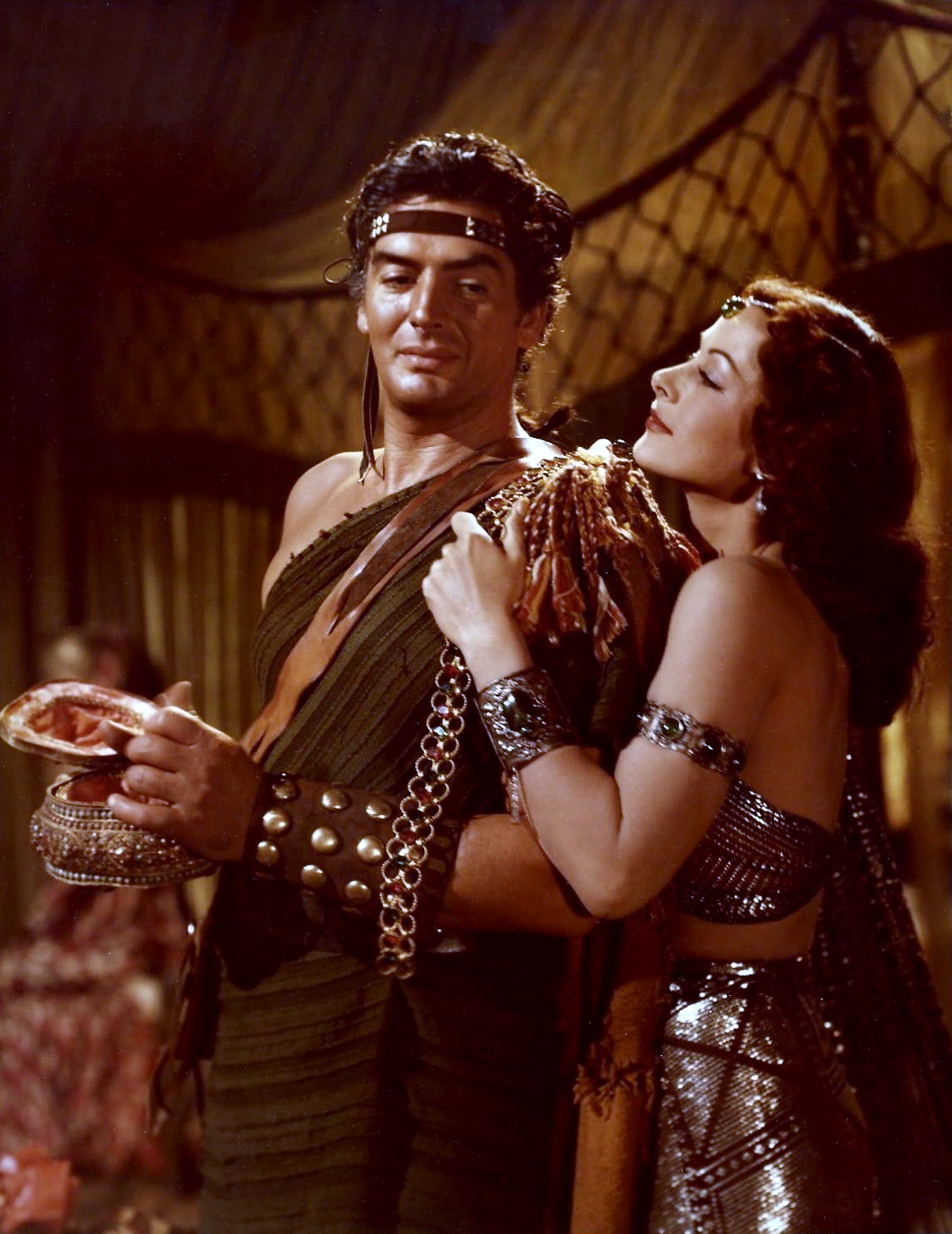
Victor Mature et Hedy Lamarr dans Samson et Dalila

Victor Mature, de son vrai nom Victor Joseph Maturi, est un acteur américain né le 29 janvier 1913 à Louisville dans le Kentucky et mort le 4 août 1999 à Rancho Santa Fe en Californie.

## Biographie
Son père, Marcello Gelindo Maturi, est un coutelier italien de Pinzolo, dans la partie italienne de l'ancien comté du Tyrol (aujourd'hui Trentino) qui émigre aux États-Unis en 1912. Il rencontre et épouse une fille de médecin née en Suisse romande, Clara P. Ackley. Victor est le seul des trois enfants du couple à avoir survécu (un frère aîné est mort de l'ostéomyélite à l'âge de onze ans).
Jeune, Victor est rebelle ; il sera expulsé de quatre écoles dont l'institut militaire du Kentucky où il était entré le 18 septembre 1928.
Un de ses camarades de l'institut est le futur acteur Jim Backus
(p95)
qui allait,  dans les années 1960, créer le personnage « Mister Magoo », dans le célèbre dessin animé homonyme. Backus dira que Victor Mature était appelé « Cadet sagouin ».
À quinze ans, il trouve un emploi de  vendeur de bonbons ; il se mettra plus tard à son compte et tirera suffisamment de bénéfices pour pouvoir acheter un restaurant. Contre l'avis de sa famille, il vend le restaurant et déménage en Californie dans l'espoir de devenir acteur à Hollywood. Il a alors vingt ans. Il étudie et joue dans un théâtre près de Los Angeles, le Pasadena Community Playhouse, et change son nom en « Mature ». Pendant trois ans, il vit dans une tente dans l'arrière-cour de la maison de la mère d'une camarade de classe, Catherine Lewis, et enchaîne les pièces de théâtre. Alors qu'il joue sur scène dans une production de Ben Hecht, To Quito and Back, il est repéré par un dénicheur de talents mandaté par le producteur de cinéma Hal Roach pour trouver un acteur ayant le physique adéquat pour incarner un chasseur préhistorique dans son prochain film, Tumak, fils de la jungle. En septembre 1939, Victor Mature signe donc un contrat de sept ans avec Hal Roach.
Pour son premier rôle, il apparaît moins de cinq minutes en gangster amoureux dans Le Roi des reporters, cinq minutes qui vaudront au studio de recevoir vingt mille lettres de fans, et qui confirmera Hal Roach dans son choix de lui donner le rôle principal dans Tumak, fils de la jungle (One Million B.C.). Après la sortie du film à grand renfort publicitaire, le magazine Life écrira que 300 mannequins de New York ont déclaré qu’elles choisiraient Victor Mature pour compagnon en cas de naufrage sur une île déserte.
Pendant la Seconde Guerre mondiale, à l'instar de nombreuses autres stars hollywoodiennes telles que James Stewart, Alan Ladd ou Clark Gable, Victor Mature tente de s’enrôler dans la marine. Mais sa candidature (en juillet 1942) est refusée pour daltonisme. Il s'engage alors dans la garde côtière américaine après avoir passé (avec succès, le même jour) un autre test de la vue. Il est alors affecté sur le cutter USCGC Storis, affecté à la patrouille du Groenland. Ainsi, lorsque Paramount tourne le film Lady in the Dark, Mature ne peut pas reprendre son rôle sur scène. Après 14 mois passés à bord du Storis, Mature est promu au grade de maître d'équipage en chef.
En 1944, il fait une série de tournées d'obligations de guerre et joue dans des spectacles de remontage du moral. Il aide les efforts de recrutement de la garde côtière en étant l'un des acteurs principaux de la revue musicale Tars and Spars, qui ouvre à Miami, en Floride, en avril 1944 et fait une tournée aux États-Unis l'année suivante. En mai 1945, Mature est affecté au transport de troupes USS Admiral H.T.Mayo de l'US Navy, mais armé par les garde-côtes et navigant en Atlantique, transportant 5 819 prisonniers de guerre libérés du Havre (France), à Boston. Sa mission suivante le conduisit à Marseille, en France, où il embarqua 4 888 ingénieurs et logisticiens et les transporta à Okinawa, où il arriva en septembre.
L'Amiral H.T. Mayo commença alors le premier de plusieurs voyages « Magic Carpet », ramenant des militaires du Pacifique occidental.
Mature fut honorablement libéré des garde-côtes en novembre 1945 et reprit sa carrière d'acteur.

## Carrière

### Années 1940
À la fin de la guerre, il retourne à Hollywood et travaillera intensément : dans des comédies (musicales ou non) en Technicolor, avec des stars féminines comme Rita Hayworth, Ann Sheridan, Esther Williams pour partenaires, mais surtout la célèbre pin up Betty Grable avec laquelle il tournera trois comédies musicales.
Dès 1941, il montre qu'il peut être un acteur de composition puissant avec son rôle d'Égyptien indolent dans Shanghaï de Josef von Sternberg, mais plus encore dans La Poursuite infernale, un western de John Ford où il incarne avec brio le tuberculeux Doc Holliday, et le film noir Le Carrefour de la mort de Henry Hathaway qui fera une star de Richard Widmark : ces deux derniers rôles de Victor Mature sont considérés comme ses meilleurs. Suivra en 1948 La Proie de Robert Siodmak, dans lequel il est le lieutenant de police qui poursuit un ami d'enfance devenu meurtrier, interprété par Richard Conte.

### Années 1950
Cependant, c'est dans les années 1950 que Victor Mature connaîtra le plus de succès grâce à plusieurs rôles marquants d'hommes forts au caractère bien trempé, servis par un visage particulier. Car Victor Mature a une « gueule » de Hollywood, mais aussi un physique (il mesure 1m89). Il est l'un des premiers acteurs dont on met en avant la plastique, notamment ses pectoraux imposants (cela avait commencé dès 1940 avec le film préhistorique, Tumak, fils de la jungle dans lequel il combat des animaux gigantesques). C'est ce qui explique qu'il fut à son aise dans des péplums, à commencer par la super-production Samson et Dalila au côté de Hedy Lamarr (1949) ; Androclès et le lion en 1952. L'année suivante, il tourne dans le premier film en CinemaScope du cinéma : La Tunique, qui sera un succès énorme, l'un des films les plus populaires de tous les temps. Il y est Demetrius, un esclave grec violent qui sera dompté par sa conversion au christianisme. Une suite est tournée l'année suivante : Les Gladiateurs. Suivront entre autres L'Égyptien, l'histoire d'un soldat qui devient pharaon (un échec commercial), et en 1959 Annibal (rôle-titre), dont le tournage a lieu en Italie. Jusqu'à l'apparition de Charlton Heston, Victor Mature était la vedette dominante des grandes épopées bibliques.
Après 1955, Victor Mature tournera principalement en Italie - source de revenus pour les anciennes gloires de Hollywood -  dans des films médiocres d'action ou d'exotisme, tels que : Safari (1956), Zarak le valeureux (1957), Les Trafiquants de la nuit (1957) et La Brigade des bérets noirs (1958).
Grand séducteur à l'écran surnommé « The Hunk » (beau mâle), il a toujours eu pour partenaires féminines de grandes stars : Linda Darnell, Gene Tierney, Lana Turner, Hedy Lamarr, Jane Russell, Yvonne De Carlo, Janet Leigh, Anita Ekberg. Il rivalisait dans l'aventure historique, ou l'espionnage, avec Clark Gable, Orson Welles, Henry Fonda ou Richard Burton.
Victor Mature appartient aussi à la mythologie hollywoodienne pour avoir incarné des archétypes et des célébrités : outre Samson le puissant Juif de la Bible, et Hannibal le conquérant Carthaginois, il a prêté ses traits burinés aux légendaires Crazy Horse et à Doc Holliday.

### Années 1960
Il prend progressivement sa retraite à partir des années 1960, s'intéressant de plus en plus au golf et à l'investissement immobilier. Il ouvre également des magasins vendant des postes de télévision un an après l’autorisation de leur commercialisation. Il investit également dans la restauration. À l'écran on le verra encore dans Le renard s'évade à trois heures de Vittorio De Sica (1966), où il se parodie, et en 1968 dans Head de Bob Rafelson - où il est The Big Victor, au côté de Frank Zappa). Il tourne son dernier film en 1972, à 59 ans, et vivra dans son ranch près de San Diego.
Il dira que le métier d'acteur n'avait été qu'un moyen de gagner sa vie, qu'il n'avait jamais voulu se prendre au sérieux, et qu'il n'avait jamais eu d'ambition artistique particulière : « En fait, je suis golfeur. C’est ça mon travail. Je n’ai jamais été acteur. Demandez à n’importe qui — surtout aux critiques ! » dira-t-il en 1968. Critiques, qui, en effet, ne le prenaient pas pour un acteur sérieux. Le directeur des studios 20th Century Fox, Darryl F. Zanuck, dira de Victor Mature : 

« Personnellement, je pense que ce gars a été l'un des artistes les plus sous-évalués de Hollywood. Le public est fou de lui et curieusement, chaque film dans lequel il a tourné a été un grand succès au box-office. Pourtant, la table ronde Romanoff  a refusé de le prendre au sérieux en tant qu'acteur [...] »

Victor Mature était connu pour ne jamais prendre de risques qui pouvaient entraîner des blessures physiques, même minimes. À Richard Burton qui lui demande si cela était vrai, il répond : « Vous pouvez le croire. Je réfléchis à deux fois avant de descendre ou de monter une marche humide. »

## Vie privée
Victor Mature est connu pour avoir eu des relations avec les actrices Lana Turner, Susan Hayward, Rita Hayworth (à qui il a été fiancé avant qu’elle n’épouse Orson Welles), Esther Williams et Anne Shirley (ils furent fiancés).
Il s'est marié cinq fois :
- 1938–1940 avec l'actrice Frances Charles (mariage annulé)
- 1941–1943 avec Martha Stephenson Kemp, veuve du chef d’orchestre Hal Kemp
- 1948–1955 avec Dorothy Stanford Berry
- 1959–1969 avec Adrienne Joy Urwick
- 1974 à sa mort avec Loretta Gaye Sebena, dont il a eu son unique enfant, Victoria, née en 1975, devenue chanteuse d’opéra.

Victor Mature meurt en 1999 d'un cancer à l'âge de 86 ans.

## Filmographie

### Années 1940
- 1939 :  Le Roi des reporters (The Housekeeper's Daughter) de Hal Roach
- 1940 : Tumak, fils de la jungle (One million B. C.) de Hal Roach et Hal Roach Jr.
- 1940 : Capitaine Casse-Cou (Captain Caution) de Richard Wallace
- 1940 : No, No, Nanette de Herbert Wilcox
- 1941 : Qui a tué Vicky Lynn ? (I Wake Up Screaming) de H. Bruce Humberstone
- 1941 : Shanghaï (The Shanghai Gesture) de Josef von Sternberg
- 1942 : Filles des îles (Song of the Islands) de Walter Lang
- 1942 : Mon amie Sally (My Gal Sal) de Irving Cummings
- 1942 : Swing au cœur (Footlight Serenade) de Gregory Ratoff
- 1942 : Sept Jours de perm (Seven Days Leave) de Tim Whelan
- 1946 : La Poursuite infernale, de John Ford
- 1947 : La Rose du crime (Moss Rose) de Gregory Ratoff
- 1947 : Le Carrefour de la mort (Kiss of Death) de Henry Hathaway
- 1948 : Massacre à Furnace Creek (Fury at Furnace Creek) de H. Bruce Humberstone
- 1948 : La Proie de Robert Siodmak
- 1949 : L'Ange endiablé (Red, Hot and Blue) de John Farrow
- 1949 : La Vie facile (Easy Living) de Jacques Tourneur
- 1949 : Samson et Dalila de Cecil B. de Mille

### Années 1950
- 1950 : La Rue de la gaieté (Wabash Avenue) d'Henry Koster
- 1950 : Stella de Claude Binyon
- 1950 : Gambling House (en) de Ted Tetzlaff
- 1952 : Scandale à Las Vegas (The Las vegas story) de Robert Stevenson
- 1952 : Something for the Birds, de Robert Wise
- 1952 : Androclès et le lion (Androcles and the Lion) de Chester Erskine
- 1952 : La Première Sirène (Million Dollar Mermaid) de Mervyn LeRoy
- 1953 : La Brigade glorieuse (en) (The Glory Brigade) de Robert D. Webb
- 1953 : Commérages (Affair with a Stranger) de Roy Rowland
- 1953 : La Tunique de Henry Koster
- 1953 : Le Prince de Bagdad (The Veils of Bagdad) de George Sherman
- 1954 : Mission périlleuse (Dangerous Mission) de Louis King
- 1954 : Les Gladiateurs de Delmer Daves
- 1954 : L'Égyptien de Michael Curtiz
- 1954 : Voyage au-delà des vivants (Betrayed) de Gottfried Reinhardt
- 1955 : Les Inconnus dans la ville de Richard Fleischer
- 1955 : Le Grand Chef (Chief Crazy Horse) de George Sherman
- 1955 : La Charge des tuniques bleues de Anthony Mann
- 1956 : Safari de Terence Young
- 1956 : Opération requins (en) (The Sharkfighters) de Jerry Hopper
- 1956 : Zarak le valeureux (Zarak) de Terence Young
- 1957 : Police internationale (Interpol) de John Gilling
- 1957 : Les Trafiquants de la nuit (The Long Haul) de Ken Hughes
- 1958 : La Brigade des bérets noirs (No Time to Die) de Terence Young
- 1958 : China Doll de Frank Borzage
- 1958 : Escorte pour l'Oregon (en) (Escort West) de Francis D. Lyon
- 1959 : Tombouctou (Timbuktu) de Jacques Tourneur
- 1959 : La Charge du 7e lanciers (en) (The Bandit of Zhobe) de John Gilling
- 1959 : Le Cirque fantastique (The Big Circus) de Joseph M. Newman
- 1959 : Hannibal (Annibale), de Carlo Ludovico Bragaglia et Edgar G. Ulmer

### Années 1960
- 1961 : Les Tartares (I tartari / The tartars) de Richard Thorpe et Ferdinando Baldi
- 1966 : Le renard s'évade à trois heures (Caccia alla volpe) de Vittorio De Sica
- 1968 : Head de Bob Rafelson

### Années 1970
- 1972 : Every Little Creek and Nanny (en) de Cy Howard
- 1976 : Won Ton Ton, le chien qui sauva Hollywood (Won Ton Ton, the Dog Who Saved Hollywood) de Michael Winner
- 1979 : L'Arme au poing (Firepower) de Michael Winner
- 1984 : Samson et Dalila (en) (Samson and Delilah), (TV) de Lee Philips

## voix françaises
| - Jean Davy dans : - Samson et Dalila - Les Inconnus dans la ville - Le Grand Chef - Safari - Zarak le valeureux - Claude Bertrand dans : - Le Cirque fantastique - Tombouctou - Annibal - Le renard s'évade à trois heures - René Arrieu dans : - La Première Sirène - Voyage au-delà des vivants - Les Tartares | - Jacques Erwin dans : - Les Gladiateurs - L'Égyptien - La Charge des tuniques bleues et aussi : - Régis Lang dans Shanghai Gesture - Roger Till (en) dans La Poursuite infernale - Jean Martinelli dans La Tunique - Marc Valbel dans Police internationale - Jacques Berthier dans La Brigade des bérets noirs |

## Sources
- (en) « Victor Mature: movie idol noted for his physique in loincloths and togas is dead », The New York Times,‎ 10 août 1999 (lire en ligne).
- Chronique nécrologique de Victor Mature dans le journal britannique Indépendant daté du 11 août 1999